# Viejo Marihuano
Viejo marihuano es el séptimo álbum de estudio del grupo mexicano de rap, Cartel de Santa conformado por MC Babo y Rowan Rabia.
El álbum tiene colaboraciones con artistas de Casa Babilonia Records,  como Santa Estilo, Bicho Ramírez  y Millonario, contando con 11 canciones.

## Problemas de distribución
Unas semanas después del lanzamiento se comenzó a detectar problemas en distintas plataformas de música digital tales como Spotify, ITunes, Deezer, Google Play etc. En los cuales comenzó a desaparecer por completo el álbum (o solamente aparecía incompleto).
Este problema fue resuelto por Sony (Distribuidora del grupo) y actualmente se pueden encontrar perfectamente las canciones.

## Posiciones en listas
| Lista                      | Posición |
| -------------------------- | -------- |
| Estados Unidos (Billboard) | 2        |

## Certificaciones
| Territorio | Organismo certificador | Certificación | Ventas certificadas | Ref.  |
| ---------- | ---------------------- | ------------- | ------------------- | ----- |
| México     |                        | Oro           | 100 000             | [ 2 ] |

## Lista de canciones
| N.º | Título                             | Duración |  |
| 1.  | «Volvió el sensei»                 | 3:24     |  |
| 2.  | «Leve»                             | 3:45     |  |
| 3.  | «Bailar y volar» (ft. Millonario)  | 4:16     |  |
| 4.  | «Desde cuándo»                     | 3:35     |  |
| 5.  | «Clika nostra» (ft. Santa Estilo)  | 3:36     |  |
| 6.  | «Mucha marihuana»                  | 3:48     |  |
| 7.  | «Culón culito»                     | 3:43     |  |
| 8.  | «El loco más loco»                 | 4:02     |  |
| 9.  | «Si estuviera en Dubái»            | 3:21     |  |
| 10. | «Somos chidos» (ft. Bicho Ramírez) | 3:31     |  |
| 11. | «Soy quien soy»                    | 3:33     |  |